# Gyűlöletbeszéd

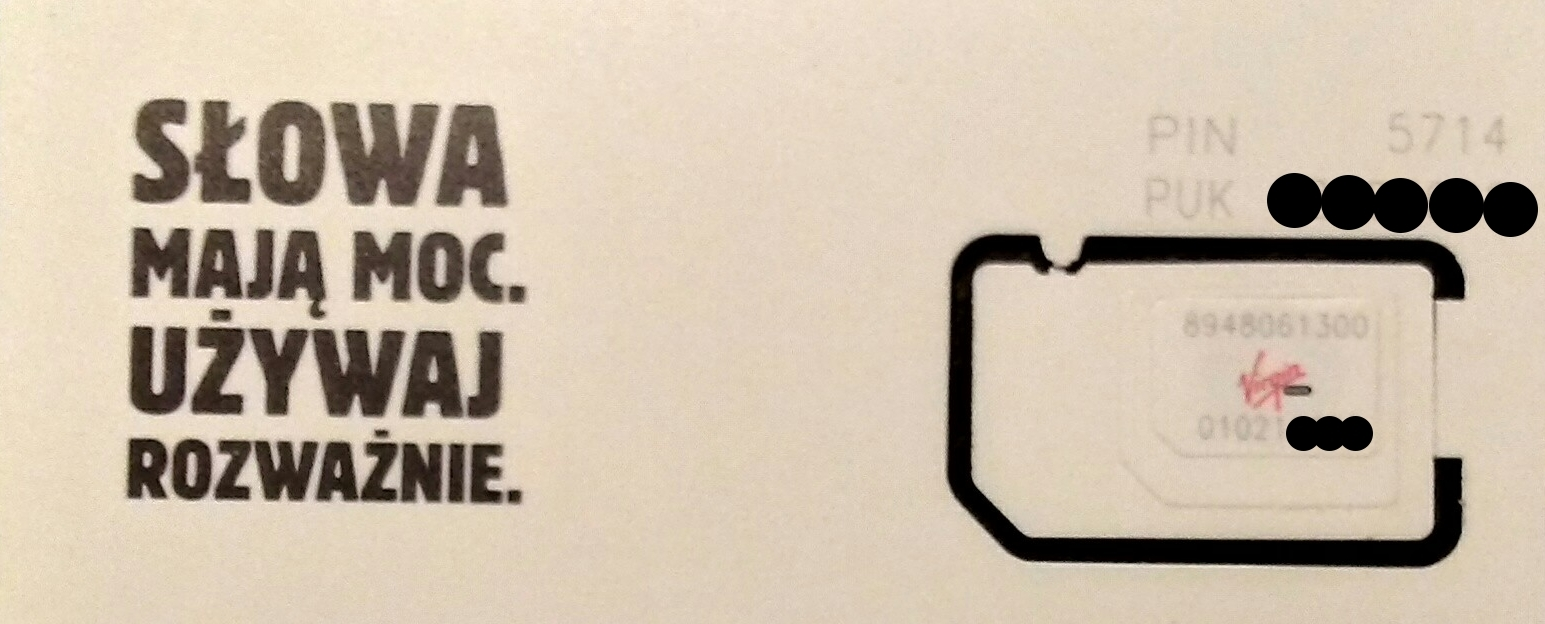
SIM-kártya Lengyelországban a gyűlöletbeszéd elleni kampány szlogenjével: "A szavaknak hatalmuk van, használd okosan"

A gyűlöletbeszéd (angolul hate speech) olyan szóbeli vagy írásbeli megnyilvánulás, amelynek célja valamely társadalmi csoport megalázása, megfélemlítése vagy a csoport tagjai elleni erőszak vagy előítéletes fellépés kiváltása. A gyűlöletbeszéd legtöbbször a nemi, faji, etnikai, nemzeti, vallási, vagy szexualitás szerinti csoportok ellen irányul.

## Az amerikai szabályozás
Az USA alkotmányának első kiegészítése, az ún. First Amendment gyakorlatilag korlátlan sajtó- és szólásszabadságot állapít meg („…the freedom of speech, or of the press…”), amely a legszélesebb körű az egész világon.  Ez a védelem kiterjed az etnikai kisebbségek és az LMBTQ közösséget általánosságban elnyomó, aljas gyalázására is.
Az USA állami és szövetségi hatóságai számára fellépésre csak akkor van lehetőség, ha a közlés konkrét fenyegetést jelent (imminent danger): vagyis közel azonnali, meghatározott célcsoport ellen irányuló, ténylegesen megnevezett, súlyosan illegális fellépésre uszít és az így kiváltandó erőszakcselekmény feltételei a valóságban is adottak. 
Az amerikai Ku Klux Klan szervezet jelenleg is évenként megtartja hírhedt néger- és hispánellenes, csuklyás, keresztégető köztéri felvonulását, amelyhez az egyébiránt melegházasság-párti ACLU jogvédő szervezet nyújt jogi támogatást a szólásszabadság alapjogának védelme érdekében. 

## A brit szabályozás
A gyűlöletbeszéd Nagy-Britanniában történelmi okokból alapvetően nem szabályozott: az Orániai Rend nevű protestáns unionista szervezet például minden évben, rendőri védelem alatt tarthatja meg az északír katolikus lakosság megfélemlítésére irányuló felvonulásait.  David Irving, az ismert Hitler-mosdató történész hazájában szabadon terjesztheti holokauszt-tagadó nézeteit és a BNP nevű, a színes bőrű bevándorlók deportálását követelő, szélső-jobboldali párt is bejegyzetten működik – bár tagjait elbocsátották a közalkalmazottak sorából, miután a Wikileaks portál kiszivárogtatta a párt taglistáját. 
A bevándorlók magas száma miatt szükséges tolerancia okán azonban egyes, gyalázkodónak tekintett, elferdített népnevek – mint pl. a „paki” (pakisztáni, közép-ázsiai) vagy „wog” (bármely dél-ázsiai, arab, karibi erősen sötét bőrű személy) – kimondását gyakorlatilag betiltották, ezen szavak használóit a közéletben kiközösítik vagy nyilvános bocsánatkérésre kényszerítik. 

## A magyar szabályozás
A magyar Büntető törvénykönyv 332. §-a közösség elleni uszítás néven bünteti a nagy nyilvánosság előtt elhangzó,  gyűlöletre uszító megnyilvánulásokat; a 333. § pedig a nemzetiszocialista és kommunista rendszerek bűneinek tagadását bünteti. A Polgári törvénykönyv a személyhez fűződő jog sérelmeként határozza meg az emberi méltóság megsértését, így a gyűlöletbeszéd ellen polgári peres eljárásban is fel lehet lépni. Az ilyen jogérvényesítést nagyban akadályozza, hogy a bírósági gyakorlat alapján csak akkor állapítható meg a jogsérelem, ha a gyűlöletbeszéd tárgya egyértelműen beazonosítható személy, így egy csoport ellen irányuló gyűlöletbeszéd ellen ez alapján nem lehet fellépni.
A gyűlöletbeszéd kapcsán az Alkotmánybíróság először 1992-ben fejtette ki véleményét: alkotmányellenesnek minősítette a Btk azon szabályát, amely büntette a faji, vallási, etnikai csoportok elleni lealacsonyító kifejezések használatát, ugyanakkor az Alkotmánnyal összhangban lévőnek találta a gyűlöletre uszítás büntetőjogi szankcionálását.
Az elmúlt évek során több kísérlet volt a gyűlöletbeszéddel szembeni szigorúbb jogi fellépést lehetővé tevő törvények elfogadására. A Kormány kezdeményezésére a Parlament 2003-ban elfogadta a Btk. módosítását, amely a büntetőjog eszközeivel lépett volna fel az emberi méltóságot sértő megnyilvánulások ellen. Az Alkotmánybíróság a törvényt kihirdetése előtt alkotmányellenesnek nyilvánította. Hasonló sorsa jutott az Parlament által 2007 októberében elfogadott törvénymódosító javaslatot, amely polgári jogi eszközökkel lépett fel a gyűlöletbeszéd ellen. A törvényt a köztársasági elnök alkotmányos aggályok miatt előzetes normakontrollra küldte az Alkotmánybírósághoz, az Alkotmánybíróság a köztársasági elnökkel egyetértve megállapította a jogszabály alkotmányellenességét. Ugyanez történt a Parlament által 2008 februárjában elfogadott, MSZP-s képviselők által benyújtott törvényjavaslattal, amely a Btk.-ban, „gyalázkodás” néven büntette volna a gyűlöletbeszédet. A törvényjavaslatot sem a Kormány, sem az SZDSZ frakció, sem az ellenzék nem támogatta. A törvényt Sólyom László köztársasági elnök előzetes normakontrollra küldte az Alkotmánybírósághoz, az Alkotmánybíróság megállapította annak alkotmányellenességét.
A Kormány az Alkotmánybíróság döntése után ismét a polgári jogi szabályok megváltoztatásával kívánta rendezni a gyűlöletbeszéd kérdését. Az Országgyűlés 2008. november 10-én fogadta el az ember méltóságát súlyosan sértő egyes magatartásokkal szembeni védelem érdekében szükséges jogérvényesítési eszközök biztosításáról szóló törvényjavaslatot. A törvényjavaslat zárt listát tartalmaz (csak a faji, etnikai, vallási és szexuális irányultság szerinti csoportok esetében tenné lehetővé a gyűlöletbeszéd elleni fellépést), nem tartalmazza a civil szervezetek perindítási jogát, és nagyobb mérlegelési lehetőséget adna a bíróságoknak az eset súlyosságának megítélésében. A törvényt a köztársasági elnök előzetes normakontrollra az Alkotmánybíróság elé küldte.
2009 májusában MSZP-s képviselők az Alkotmány módosításával oldották volna fel az alkotmányos problémát. A nemzetközi jogi elvekre hivatkozó javaslat kimondta volna, hogy a szólás, a gyülekezés és az egyesülés szabadsága nem irányulhat a gyűlöletkeltésre és a népirtás tagadására, eljelentéktelenítésére. Az alkotmánymódosítást csak az MSZP-s képviselők támogatták, így nem szerezte meg a szükséges kétharmados támogatást. Az MSZP képviselői ezután a holokauszttagadás kérdésére összpontosítottak: az Országgyűlés 2010 februárjában elfogadta a holokauszttagadás büntetőjogi üldözését tiltó jogszabály-módosítást. Az ellenzéki pártok tiltakoztak a náci és kommunista rendszer által elkövetett bűnök elkülönült kezelése ellen, és hatalomra kerülve módosították a Btk-t, így 2010 júniusától valamennyi népirtás tagadása bűncselekménynek minősül.